# كولن مور (لاعب كرة قدم)
كولن مور (بالإنجليزية: Colin More)‏ هو لاعب كرة قدم بريطاني في مركز الدفاع، ولد في 13 نوفمبر 1960 في إدنبرة في المملكة المتحدة. لعب مع ريث روفرز وهارت أوف ميدلوثيان.